# Culcita macrocarpa
Culcita
Pour les articles homonymes, voir Culcita.
Espèce
Synonymes
- Dicksonia culcita L'Hér., 1788[1],[2]
- Balantium culcita (L'Hér.) Kaulf., 1824[1],[2]

Statut de conservation UICN

NTB2b(i,ii,iii,v) : Quasi menacé
Culcita macrocarpa, la Culcita, est une espèce de fougères de la famille des Culcitaceae et du genre Culcita. Elle est endémique de la Péninsule ibérique et de Macaronésie.

## Taxonomie
L'espèce est décrite par le botaniste tchèque Karel Bořivoj Presl en 1836, qui la classe dans le genre Culcita sous le nom binominal Culcita macrocarpa,.
Elle avait auparavant été classée dans le genre Dicksonia sous le nom Dicksonia culcita, par le Français Charles Louis L'Héritier de Brutelle en 1788,. Elle se distingue des plantes de ce genre par l’absence de tronc et par le fait qu'elle possède une lamelle à 4 ou 5 pennes (contre 2 à 3). Elle a également été classée dans le genre Balantium sous le nom Balantium culcita par l'Allemand Georg Friedrich Kaulfuss en 1824,.
L'espèce se nomme en français « Culcita », en portugais cabelinha, feto-abrum, feto-de-cabelinho, en russe кульцита крупноплодная, en espagnol helecho arbóreo, helecho de colchoneros, helecho macho, peluca.

## Répartition
Cette espèce est originaire de la Péninsule ibérique, des Açores, de Madère et des Canaries,.
Elle se rencontre en particulier sur la côte nord de la Cantabrie, au nord de la Galice, dans le Sud de l'Espagne (Algeciras), aux îles Canaries (Tenerife), dans la Serra de Valongo près de Porto (Portugal), aux Açores et à Madère. En Espagne, la zone d'occupation est de 62 km2. Au Portugal continental, l'aire de répartition de l'espèce est de 100 km2 et elle est de 1 451 km2 aux Açores et à Madère.
Au Portugal, la population a été estimée à environ 300 individus sur le continent, mais plus de 10 000 plantes sont présentes aux Açores, où elle est abondante. La sous-population espagnole a été estimée à environ 20 000 individus répartis dans six régions, dont les Asturies, Cadix, la Cantabrie, la Galice, le Pays basque et l'île de Tenerife, et bien qu'elle soit très localisée, les sous-populations peuvent être raisonnablement importantes. La tendance générale de la population est supposée être stable.

## Description
La tige est solénostélique. Les caractéristiques diagnostiques importantes sont la présence de cellules cubiques avec des cristaux de silice dans le cortex et la moelle, et une orientation transversale de certaines des cellules du tamis. Chaque pétiole possède un faisceau vasculaire en forme de U. Les stomates sont de type syndéochéilique avec une cellule subsidiaire. L'indusie possède des lèvres abaxiales et adaxiales qui sont structurellement dissemblables. Les caractéristiques anatomiques de l'espèce pourraient justifier son appartenance à la famille des Cyatheaceae, et montrent une relation étroite avec le genre Thyrsopteris.
Elle est étroitement apparentée à Culcita coniifolia, une espèce tropicale américaine, et ce sont les deux seules espèces de leur genre.

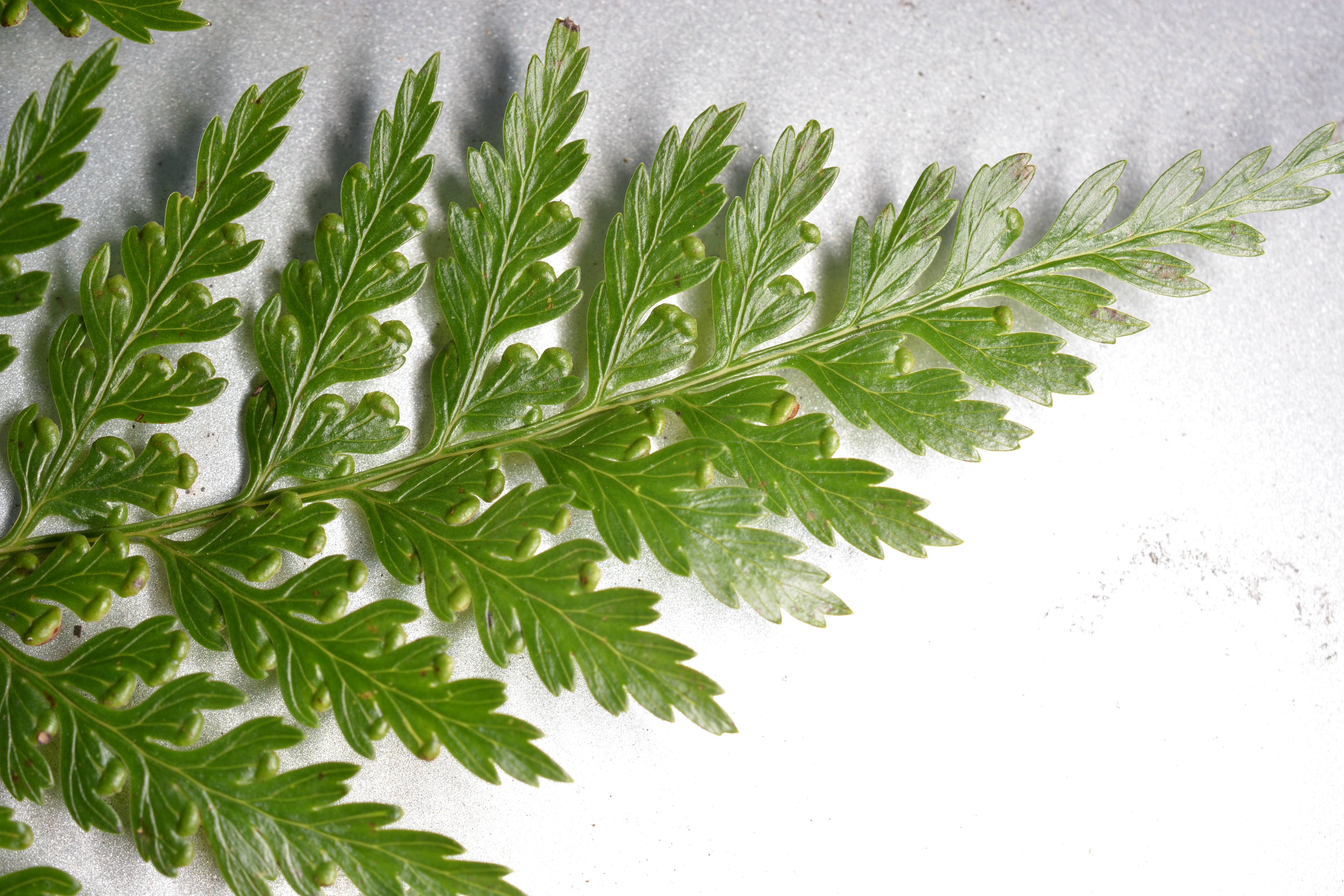
Feuille vue du dessus.
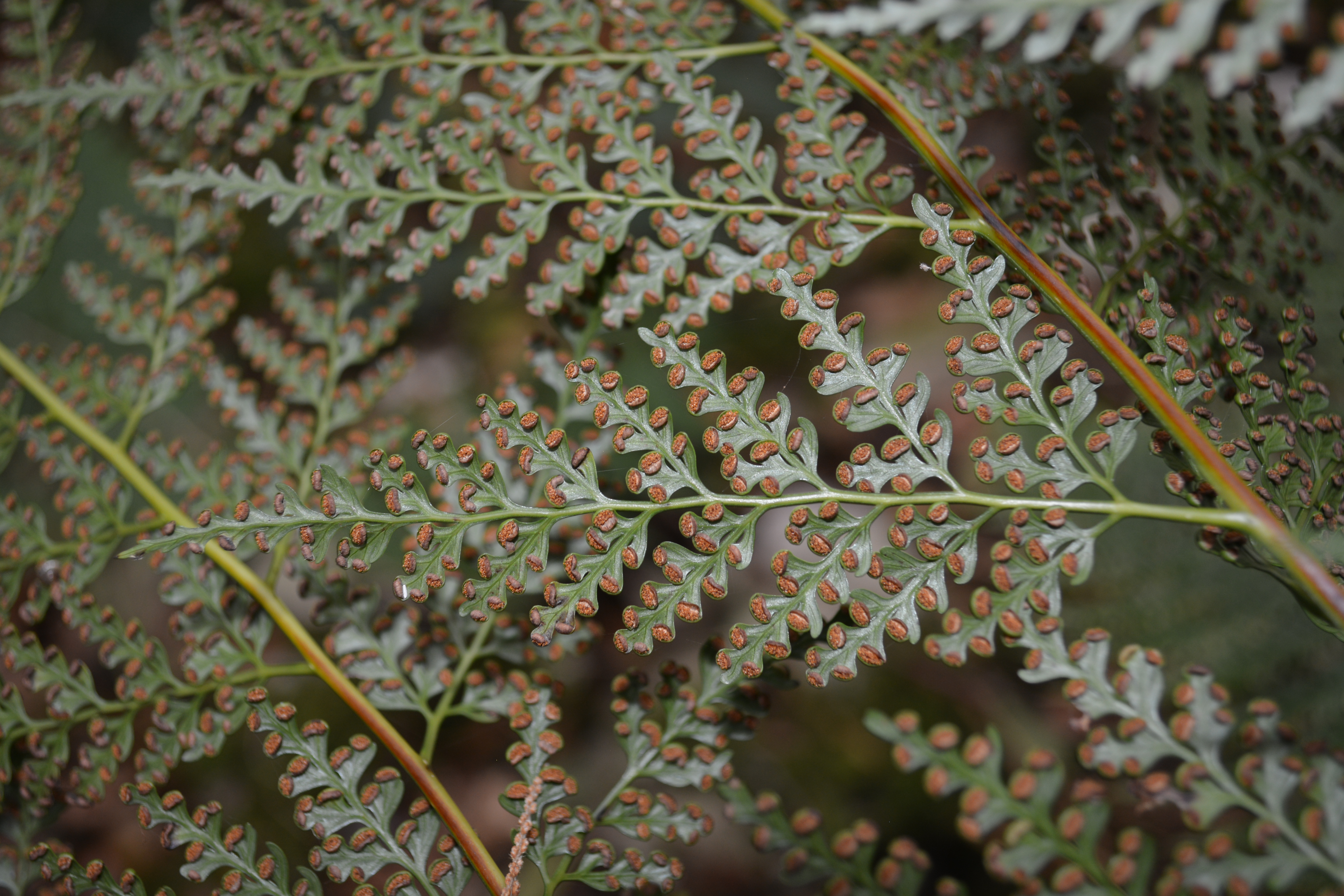
Feuiles vues du dessous.
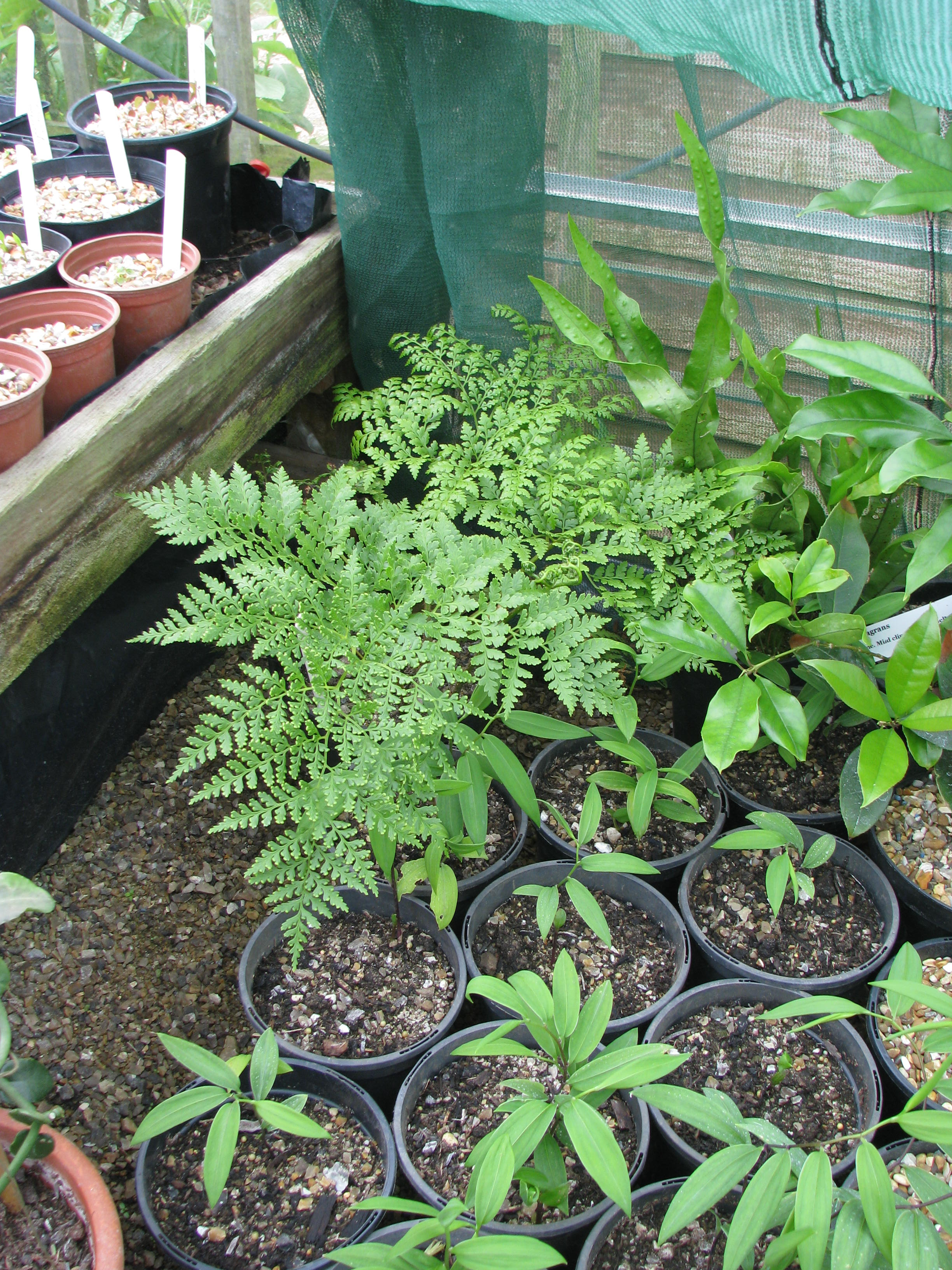
En pot.
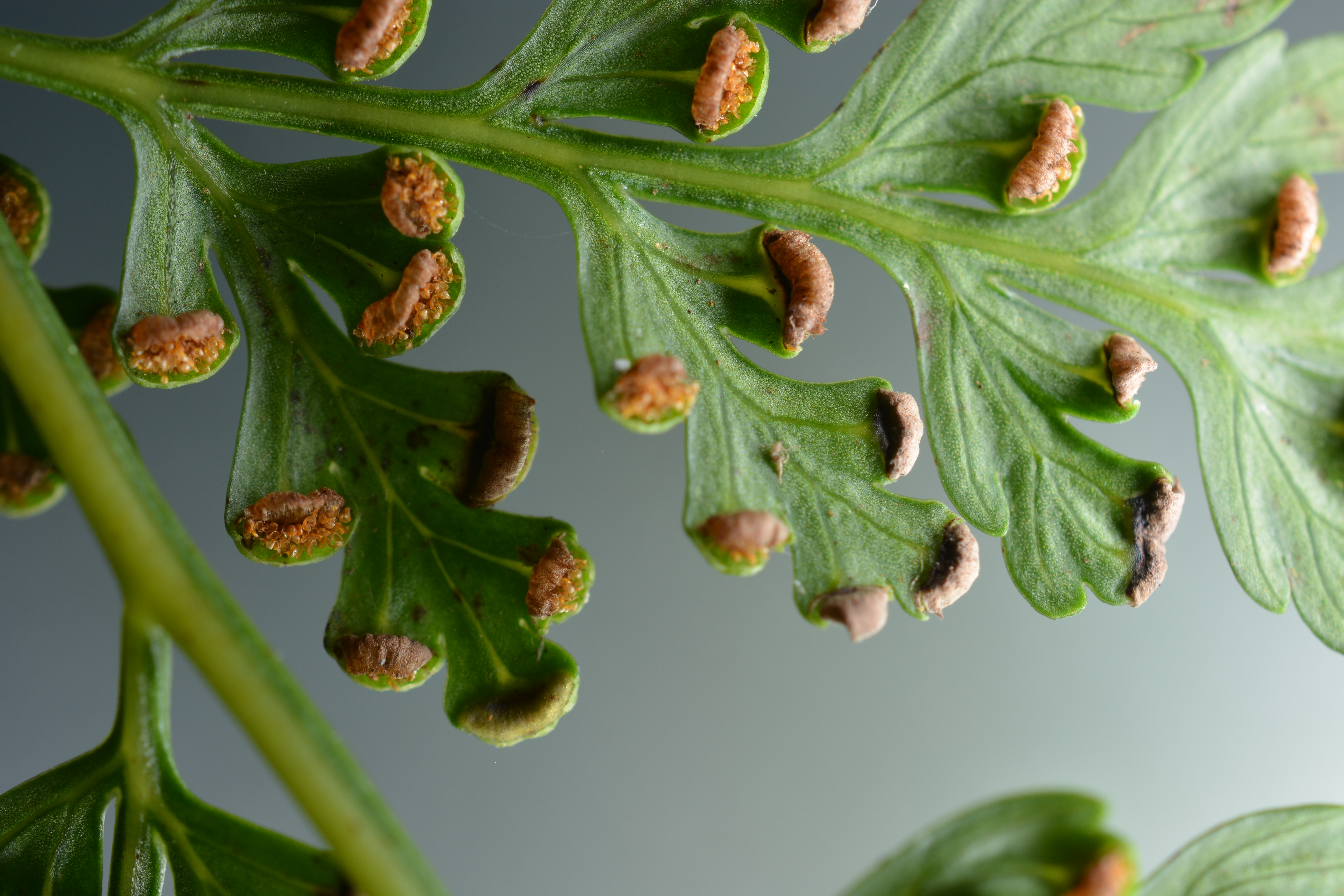
Sores.

## Habitat et écologie

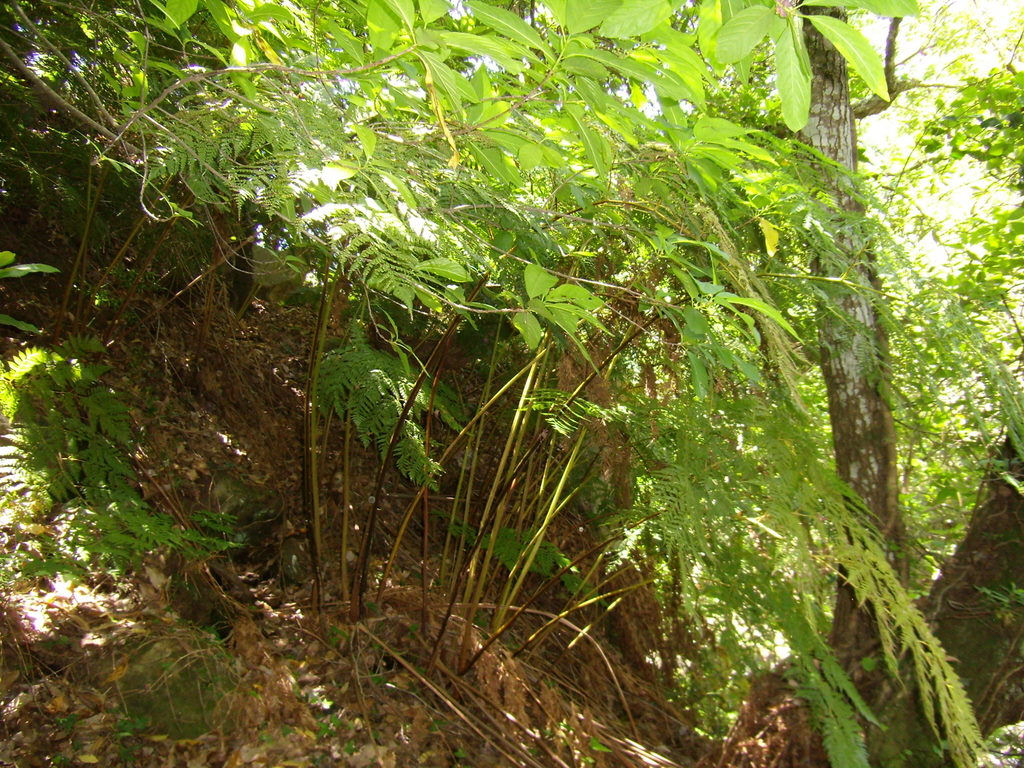
Culcita macrocarpa dans son habitat.

Cette fougère arborescente pousse sur les pentes rocheuses siliceuses, en particulier dans les vallées profondes sous les forêts sempervirentes et près des zones côtières, parfois dans la garrigue jusqu'à 1 100 m d'altitude. On la trouve généralement à proximité de chutes d'eau ou de cours d'eau qui fournissent de l'humidité sous forme d'embruns,. Elle a besoin d'ombre et de températures chaudes toute l'année, avec une forte humidité atmosphérique pour s'épanouir. L'épaisseur du sol ne semble pas conditionner leur développement car elles poussent sur des pentes terreuses ou caillouteuses, des sols squelettiques et même directement sur une diversité de roches acides, basiques ou ultrabasiques, bien qu'elle évite apparemment les substrats calcaires. Aux Açores, c'est une espèce commune dans la couche herbacée des forêts montagnardes de haute altitude. 
La consommation de spores de fougère par des vertébrés est très rare. Pourtant, en Galice, par l'analyse de l'ADN de ses excréments et par la capture d'animaux vivants, il a été découvert que le Mulot sylvestre (Apodemus sylvaticus) consommait des spores de Culcita macrocarpa. Bien que la plupart des spores sont digérées, cette souris participe ainsi à leur dispersion. 

## Menaces et conservation
Une perte a été signalée en termes de superficie, de qualité et d'étendue de l'habitat et du nombre d'individus matures de cette espèce à cause de menaces telles que les incendies, les plantations forestières et les centrales hydroélectriques. Ses sous-populations en Espagne continentale et au Portugal ont sérieusement diminué, mais le taux de ce déclin au cours des trois dernières générations n'est pas connu, d'autant plus que les individus ont une très longue durée de vie. Néanmoins, les sous-populations des Açores comptent plus de 10 000 individus et semblent stables, et l'espèce est protégée par la loi au Portugal. Dans ce pays, le feu est la principale menace pour l'espèce et les plantations d'eucalyptus provoquent la dessiccation du sol, ce qui entraîne une altération de son habitat optimal.
Cependant, la zone d'occupation de cette espèce rare est inférieure à 2 000 km2 et l'aire de répartition est en déclin. Par conséquent, l'espèce est considérée par l'Union internationale pour la conservation de la nature (UICN) comme quasi menacée, et elle est sur le point d'être classée comme menacée. Selon l'UICN, les habitats de cette espèce doivent être protégés et sa biologie nécessite des recherches supplémentaires.
Culcita macrocarpa est inscrite à l'annexe II de la directive « Habitats » et figure à l'annexe I de la Convention relative à la conservation de la vie sauvage et du milieu naturel de l'Europe. Elle est également inscrite sur le Livre rouge espagnol comme « en danger » (EN), idem dans les îles Canaries.

## Usages
Cette plante a été utilisée commercialement à des fins ornementales par les fleuristes de Porto. Elle est également d'usage médical. Ses écailles de rhizome étaient autrefois utilisées pour rembourrer les coussins, par exemple pour les sièges de voiture à l'ancienne, mais ce n'est plus le cas.